# Piotr Michalski
Piotr Michalski, né le 27 juillet 1994 à Sanok, est un patineur de vitesse polonais.

## Biographie
Piotr Michalski commence le patinage en 2004 dans sa ville natale de Sanok, sur les conseils de son professeur d'éducation physique, également entraîneur du club de patinage de vitesse local. 
En janvier 2022, il remporte son premier titre international en s'imposant sur l'épreuve du 500 mètres lors des Championnats d'Europe de sprint.  
Dans la foulée, il se classe 5e sur le 500 mètres et 4e sur le 1000 mètres des Jeux olympiques de Pékin. En raison de ces bons résultats, il est choisi comme porte-drapeau de la délégation polonaise lors de la cérémonie de clôture.   

## Records
- Record de Pologne du 500 mètres avec 34,189 secondes (10 décembre 2021 - Calgary)[4].
- Record de Pologne du 1000 mètres avec 1.07,14 minute (12 décembre 2021 - Calgary)[5].

## Vie privée
Piotr Michalski est fiancé avec Natalia Maliszewska, patineuse de vitesse sur piste courte.

## Palmarès

### Jeux olympiques d'hiver
| Épreuve / Édition   | 500 mètres | 1 000 mètres | 1 500 mètres | 5 000 mètres | 10 000 mètres | Mass start | Poursuite par équipes |
| JO 2018 Pyeongchang | 33e        | 31e          | —            | —            | —             | —          | —                     |
| JO 2022 Pékin       | 5e         | 4e           | —            | —            | —             | —          | —                     |

Légende :
- : première place, médaille d'or
- : deuxième place, médaille d'argent
- : troisième place, médaille de bronze
- : pas d'épreuve
- — : Non disputée par le patineur
- DSQ : disqualifiée

### Championnats d'Europe
- Médaille d'or du 500 mètres en 2022.
- Médaille de bronze du sprint par équipes en 2022.
- Médaille de bronze du sprint par équipes en 2018.